# Клён белый
Клён бе́лый, или ло́жноплата́новый, или псе́вдоплата́новый, или я́вор, или немецкий клён — дерево, вид рода Клён, характерный для Центральной Европы и Юго-западной Азии, от Франции на восток до Украины и на юг по горам до северной Испании, северной Турции и Кавказа.
Клён белый является номенклатурным типом.

## Название
В русском языке слово явор служит, вероятно, народным названием и некоторых других видов клёна, а также изделий из яворины, древесины клёна белого, напр. ружейных прикладов.

## Ботаническое описание

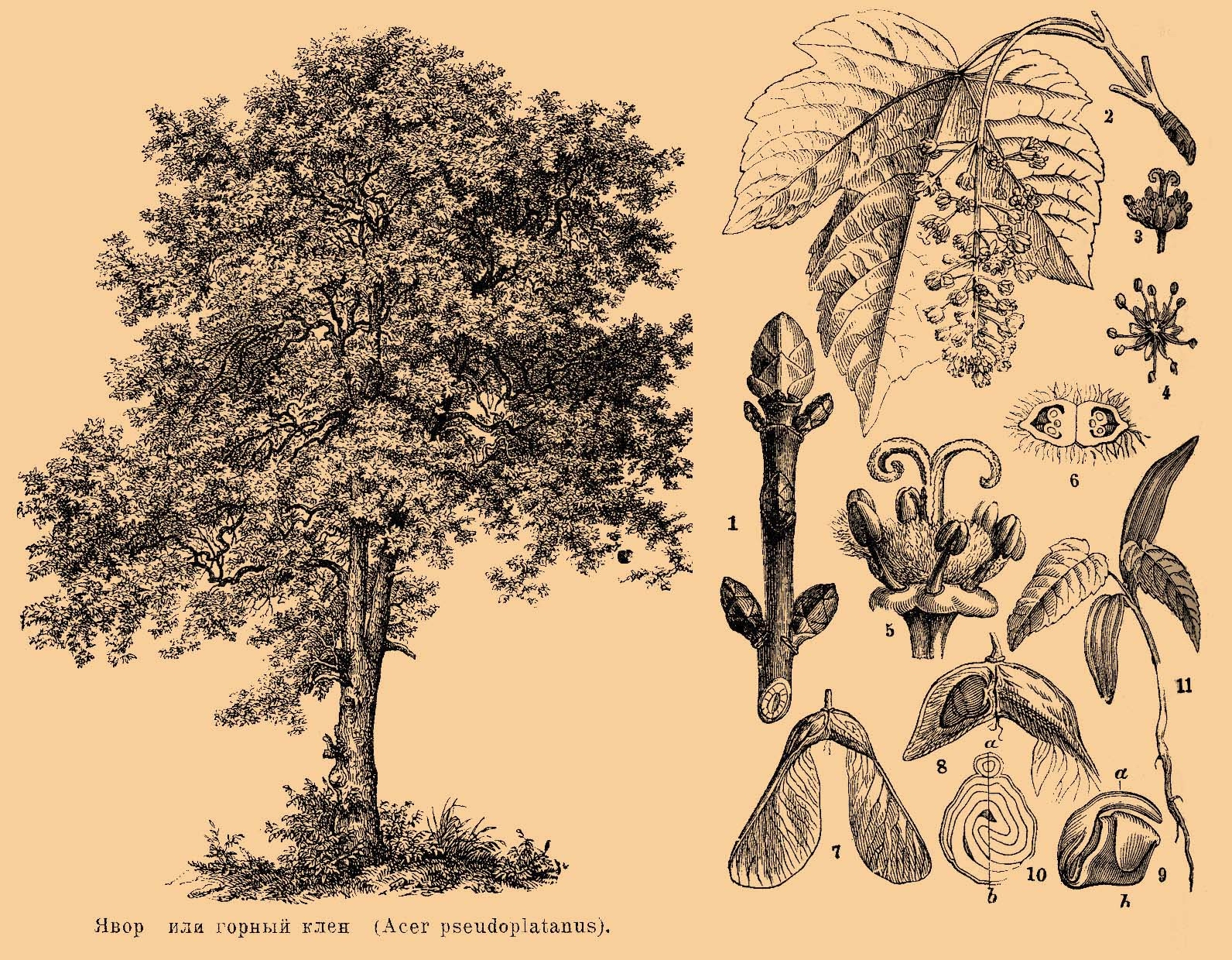
Ботаническая иллюстрация из Энциклопедического словаря Брокгауза и Ефрона

Клён белый — большое лиственное листопадное дерево, достигающее 20—35 метров в высоту, с широкой куполообразной кроной.
На молодых деревьях кора гладкая и серая, но с возрастом становится грубее и отслаивается чешуйками, показывая внутренние слои коры от бледно-коричневого до розоватого цвета.
Листья супротивные, 10—25 см в длину и ширину, с 5—15-сантиметровым черешком, пальчато-лопастные, с зубчатыми краями, тёмно-зелёные; некоторые культивары имеют листья пурпурного или багрового или желтоватого оттенка.
Однодомные жёлто-зелёные цветки появляются весной на 10—20-сантиметровых висячих кистях, по 20—50 цветков в каждом соцветии.
Шаровидные семена диаметром 5—10 миллиметров расположены попарно в крылатках, каждое семя — с крылышком 2—4 сантиметров в длину, угол между крылышками составляет 60—90 градусов. Крылышки позволяют семенам при падении лететь, вращаясь, по ветру; это помогает им распространяться на большее расстояние от родительского дерева. Семена созревают осенью, примерно через 6 месяцев после опыления.

## Экология
Растёт одиночными деревьями или небольшими группами преимущественно в горных лесах, реже долинах. На Кавказе встречается по всей лесной зоне на достаточно влажной бурой почве, особенно на подстилаемой известьсодержащими горными породами. Избегает склонов южной экспозиции. Растёт быстро, плохо мирится с сухими и избыточно влажными почвами. Не переносит засоление. Довольно теневынослив, теплолюбив, растёт до 400 лет.

## Болезни и вредители

### Патогенные грибы
- Taphrina pseudoplatani вызывает появление серых, коричневых или чёрных пятен на листьях[9].

## Пищевые цепи
Многие виды чешуекрылых используют листья белого клёна как источник пищи. 

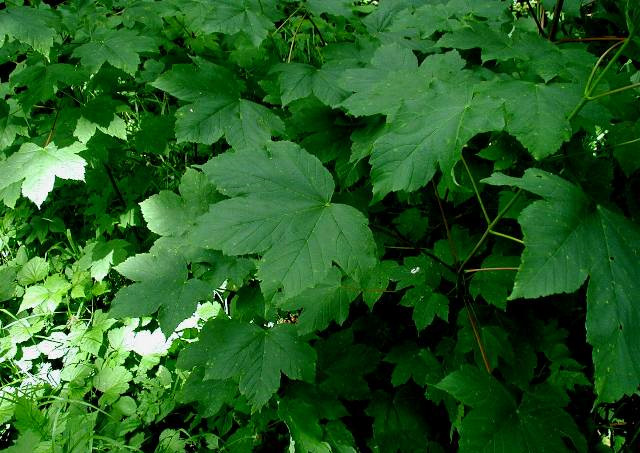
Листья

## Значение и применение
Белый клён выращивается ради древесины, белой, с шелковистым блеском, износоустойчивой, используемой для изготовления музыкальных инструментов, мебели и фурнитуры, настилки полов, в том числе паркета. Иногда встречающаяся древесина с волнистой текстурой повышает свою ценность для декоративной облицовки (фанеровки). Это традиционный материал для изготовления кузова струнных музыкальных инструментов, например гуслей, домры или скрипки (кроме верхней деки, которая изготавливается из ели).

### Пчеловодство
Медонос. Цветки производят пыльцу и в изобилии нектар, дающий ароматный, с мягким вкусом, бледного цвета мёд. Выделение нектара менее обильное, чем с клёна остролистного. Продуктивность мёда сплошными зарослями 150—200 кг/га.

### Клён белый в садовой и парковой культуре

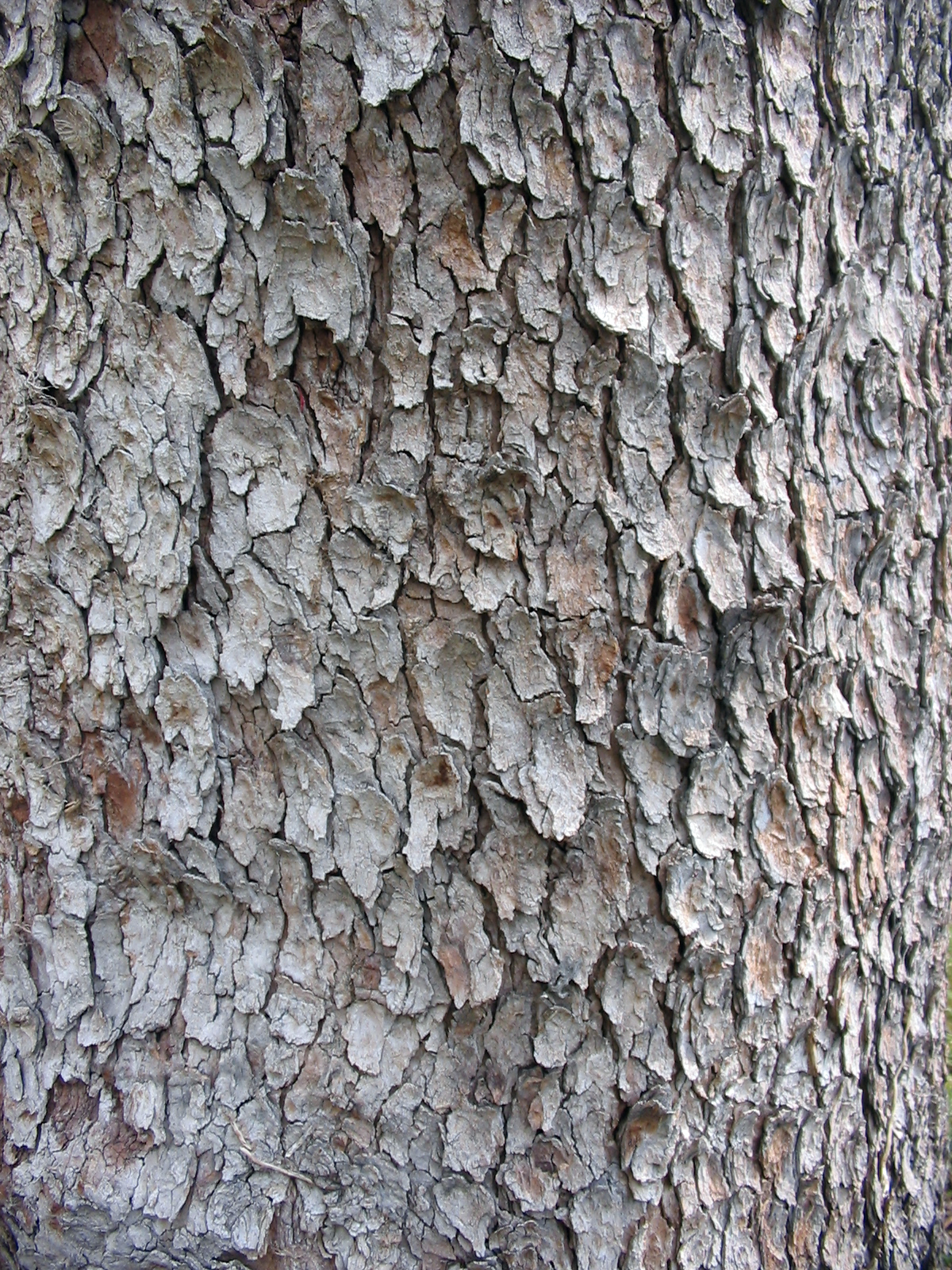
Кора взрослого белого клёна

Белый клён замечателен своей стойкостью к ветру, городским загрязнениям и соли, что делает его популярным для выращивания в городах, вдоль дорог, посыпаемых солью зимой, и на морском побережье. Он интродуцирован и широко распространяется в культуре севернее своего естественного ареала в Северной Европе, особенно на Британских островах и в Скандинавии, на север до Тромсё в Норвегии (семена могут созревать на север до Вестеролена), в Рейкьявике (Исландия) и в Торсхавне на Фарерских островах.
В Северной Америке одичавшие (происходящие от культурных посадок) белые клёны обычны в Новой Англии, Нью-Йорке и на северо-западе по берегу Тихого океана.
Выращивается во многих частях Южного полушария с умеренным климатом, очень часто в Новой Зеландии и на Фолклендских островах. Он рассматривается как нежелательный агрессивный сорный вид в некоторых частях Австралии (Yarra Ranges, Виктория).
В Санкт-Петербурге, в парке Ботанического сада Петра Великого БИН РАН плодоносит, образует самосев.
Популярный культурный сорт Acer pseudoplatanus 'Brilliantissimum' замечателен своим ярким оранжево-розовым цветом молодой листвы.

## Известные деревья

### Платан Дарнли

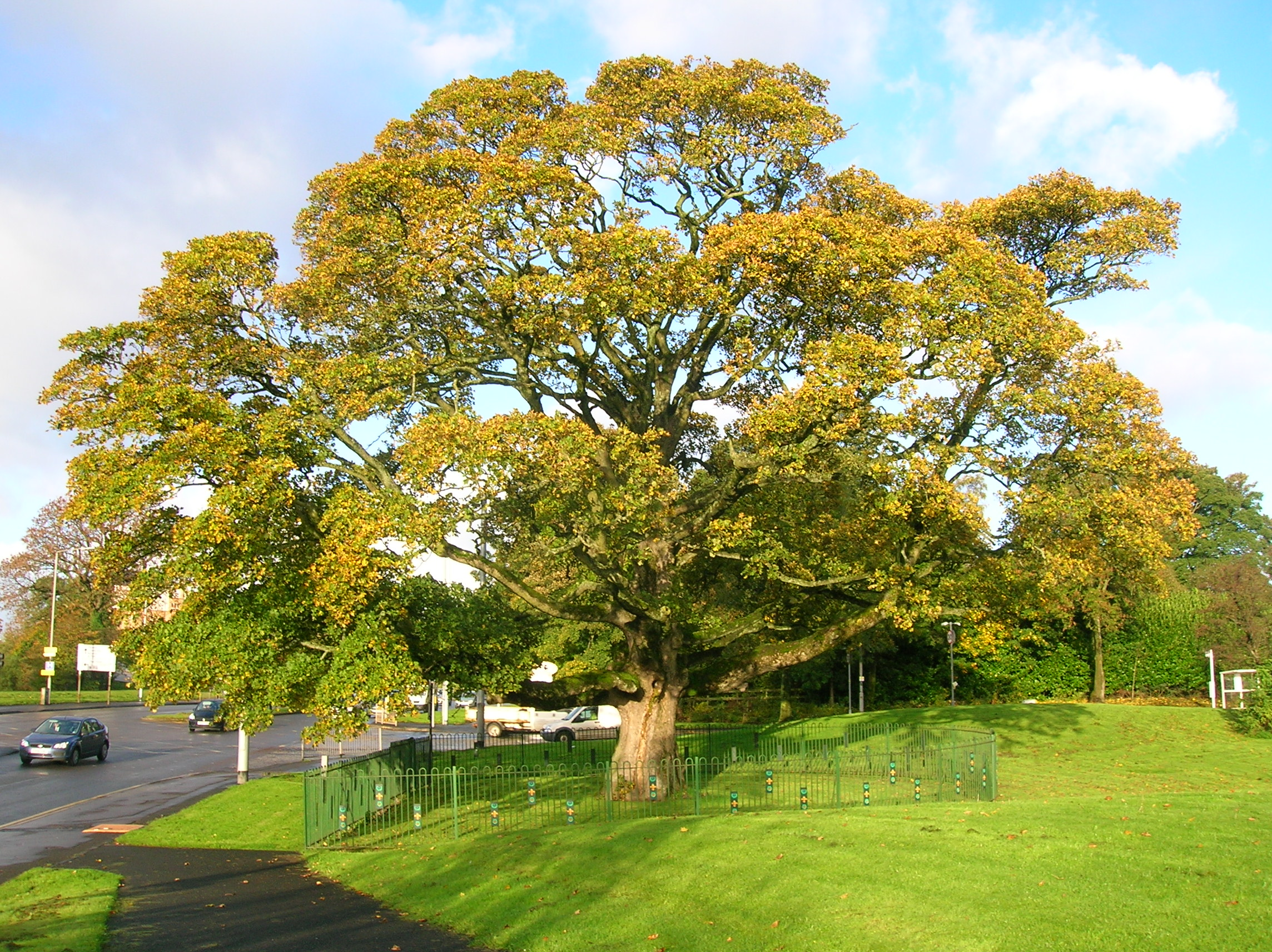
«Платан Дарнли»

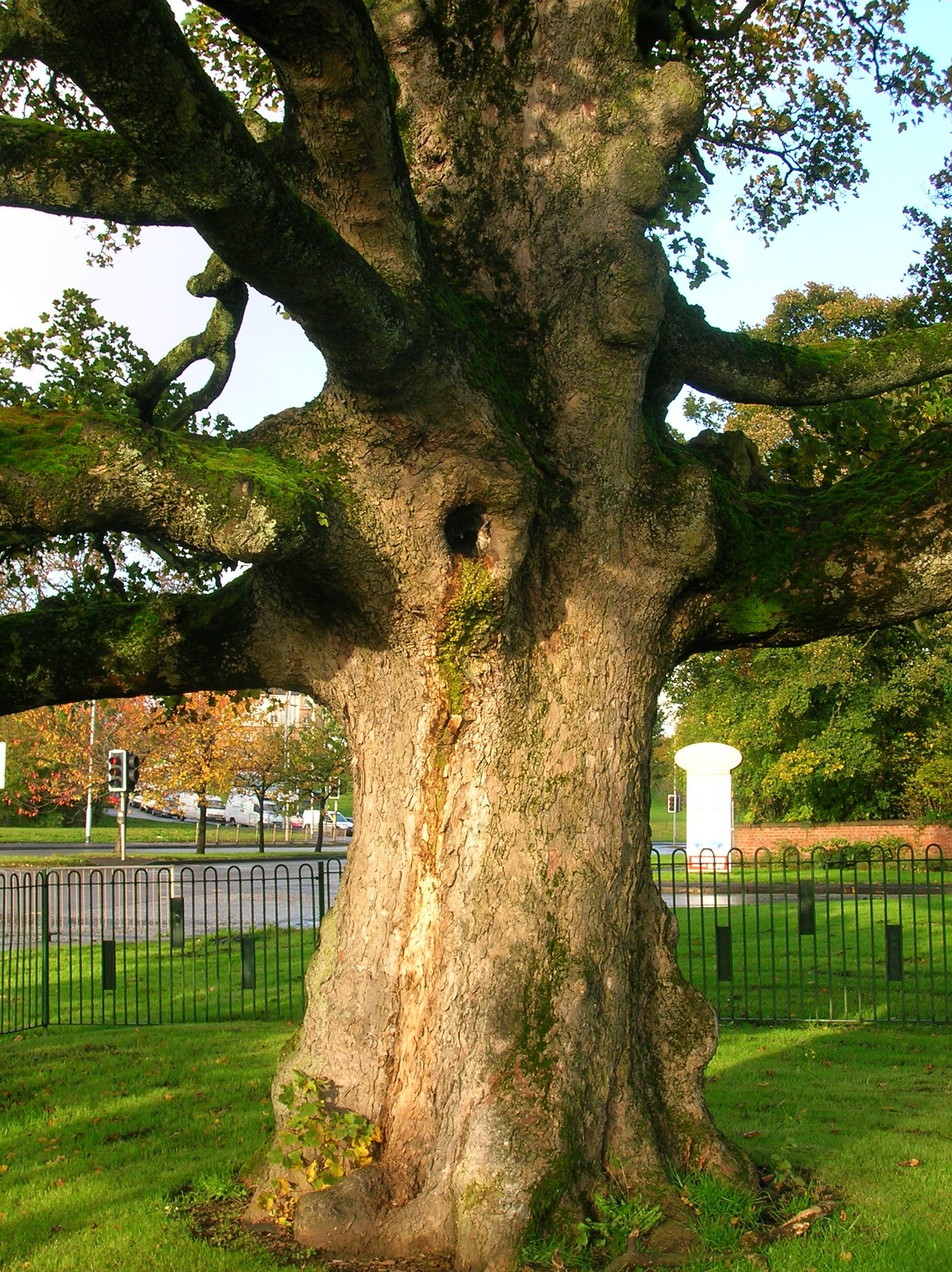
Ствол «Платана Дарнли»

Рассказывают, что королева Шотландии Мария I вы́ходила своего больного мужа, Генри Стюарта, лорда Дарнли, вернув ему здоровье под этим великолепным «платаном» (таким образом в Шотландии называют клён белый) в Дарнли в Глазго. Это прекрасный старый явор, независимо от его реальной включённости в исторические события.

## Явор в культуре
М. Фасмер указывает, что явор был легендарным материалом, из которого изготовлялись гусли, интерпретируя устойчивое былинное выражение «гусельки яровчаты» как первоначально означавшее «сделанные из явора». Возможно, этим словом в славянских языках иногда обозначался клён вообще (кленовая древесина и даже кленовый лес).
Встречается в русской поэзии (например, у Пушкина — «Под сенью яворов густых гуляют лёгкими роями…»), в том числе, по-видимому, как элемент архаической лексики высокого стиля.
Часто упоминается в украинском фольклоре и песнях. На Украине явор считается символом бессмертия, из-за чего его часто сажают на кладбищах. Куст этого растения (яворина) на Украине является символом девушки и его срубание символизирует свадьбу.

## Галерея

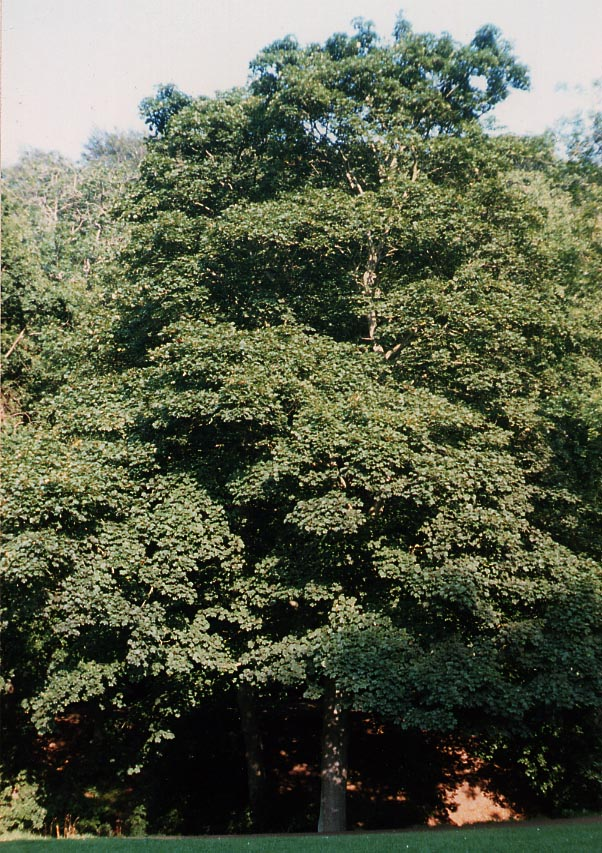
Типичное дерево
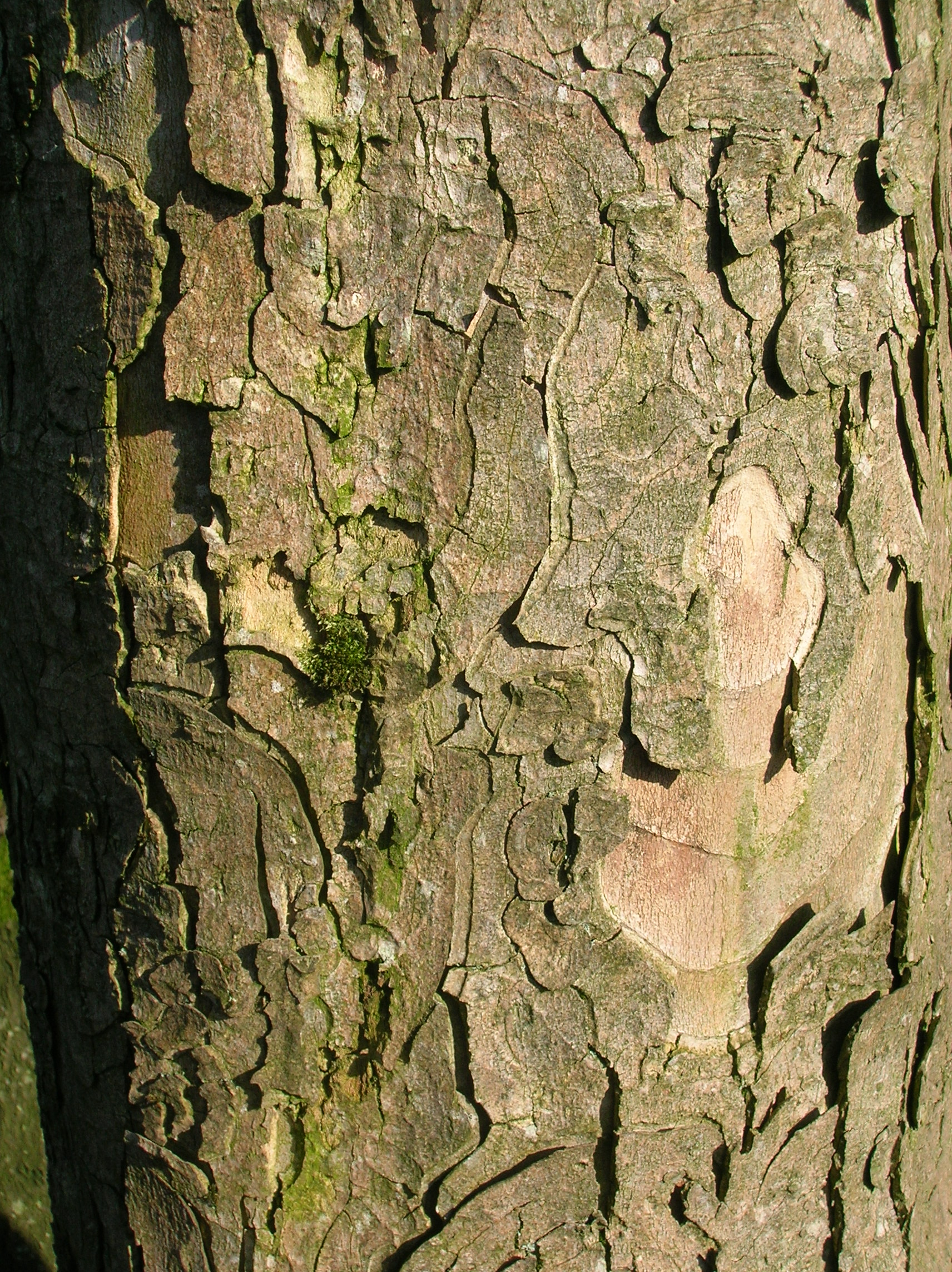
Кора старого дерева
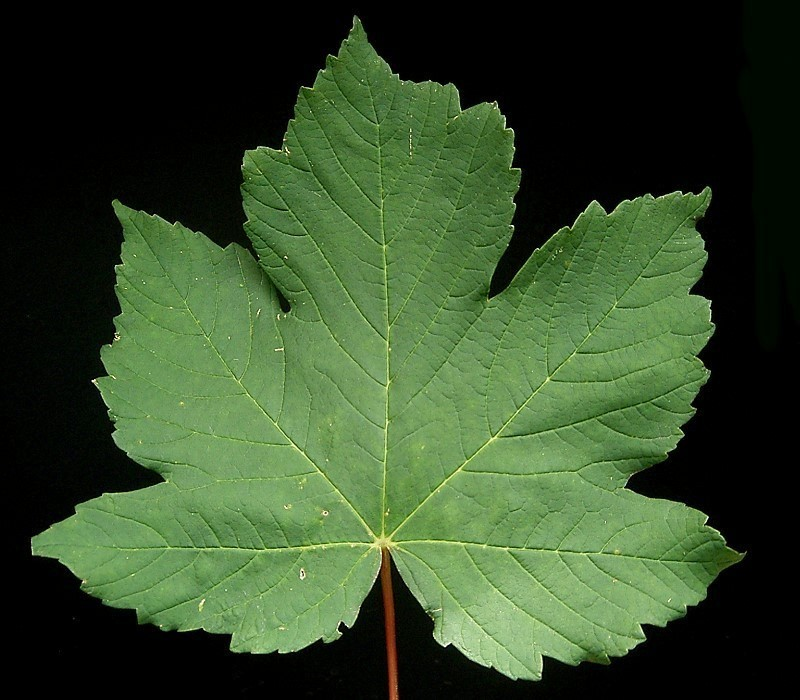
Лист
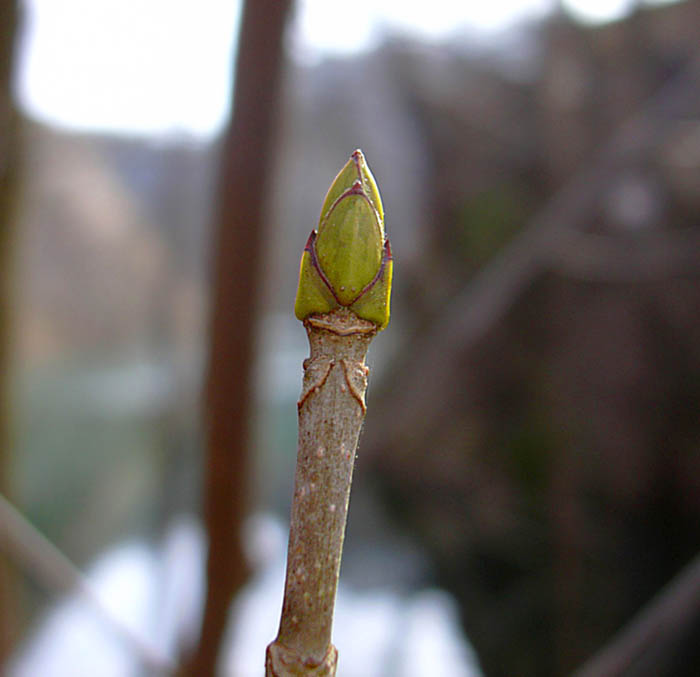
Почка
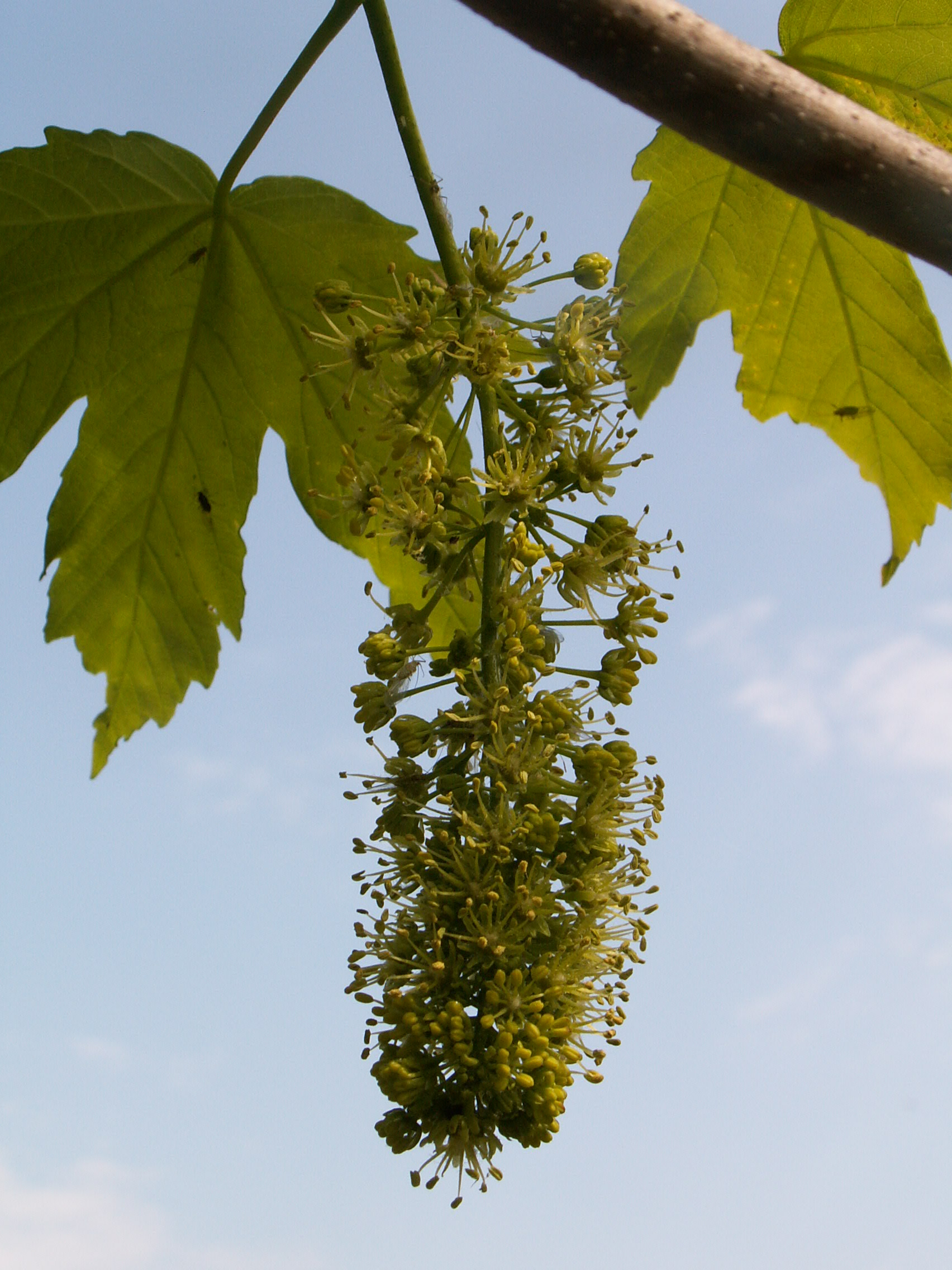
Соцветие
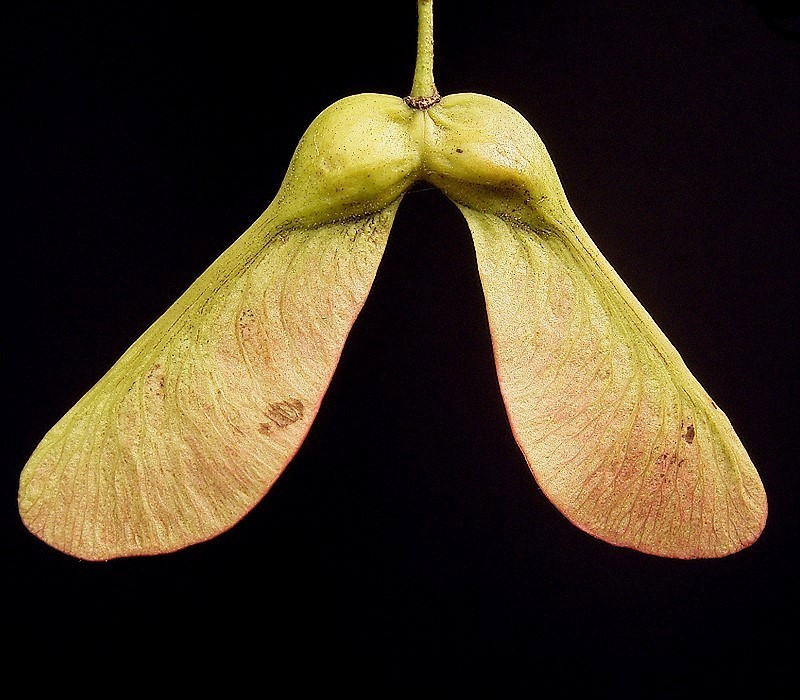
Двукрылатка (плод)
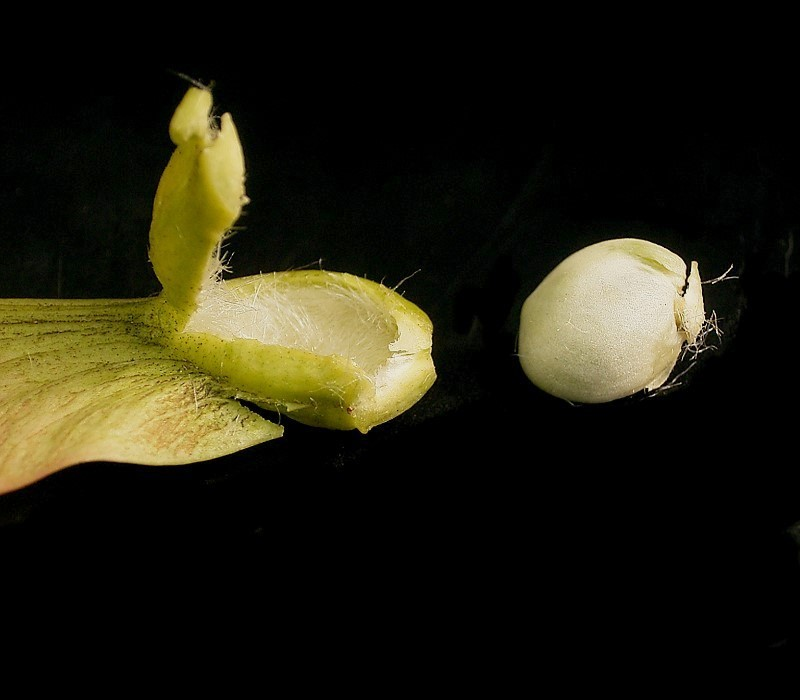
Семя в крылатке

## Классификация

### Таксономия[17]
Acer pseudoplatanus L.,  Species Plantarum. 1753.
Вид Клён белый относится к роду Клён (Acer) подсемейства Конскокаштановые (Hippocastanoideae) семейства Сапиндовые (Sapindaceae) порядка Сапиндоцветные (Sapindales). Кладограмма в соответствии с Системой APG IV по состоянию на июнь 2023 года:
|  |                                      |  |                                   |                                   |                      |  | ещё 8 семейств | ещё 8 семейств     |                               |  |  |  | ещё 4 рода    | ещё 4 рода |  |  |
|  |                                      |  |                                   |                                   |                      |  | ещё 8 семейств | ещё 8 семейств     |                               |  |  |  | ещё 4 рода    | ещё 4 рода |  |  |
|  |                                      |  |                                   | порядок Сапиндоцветные            |                      |  |                |                    | Подсемейство Конскокаштановые |  |  |  |               | Клён белый |  |  |
|  |                                      |  |                                   | порядок Сапиндоцветные            |                      |  |                |                    | Подсемейство Конскокаштановые |  |  |  |               | Клён белый |  |  |
|  | отдел Цветковые, или Покрытосеменные |  |                                   |                                   | семейство Сапиндовые |  |                |                    | род Клен                      |  |  |  |               |            |  |  |
|  | отдел Цветковые, или Покрытосеменные |  |                                   |                                   |                      |  |                |                    |                               |  |  |  |               |            |  |  |
|  |                                      |  | ещё 63 порядка цветковых растений | ещё 63 порядка цветковых растений |                      |  |                | еще 3 подсемейства | еще 3 подсемейства            |  |  |  | еще 168 видов |            |  |  |
|  |                                      |  |                                   | ещё 63 порядка цветковых растений |                      |  |                |                    | еще 3 подсемейства            |  |  |  |               |            |  |  |

### Синонимы
- Acer abchasicum  Rupr.
- Acer atropurpureum  Dippel
- Acer bohemicum  C.Presl  ex  Opiz.
- Acer dittrichii  Ortm.
- Acer erythrocarpum  Dippel
- Acer euchlorum  Dippel
- Acer fieberi  Opiz
- Acer majus  Gray
- Acer melliodorum  Opiz
- Acer montanum  Garsault
- Acer opizii  Ortmann  ex  Opiz.
- Acer opulifolium  Thuill.
- Acer procerum  Salisb.
- Acer pseudoplatanus f. albertsii  Schwer.
- Acer pseudoplatanus f. albomarmoratum  Pax
- Acer pseudoplatanus f. albovariegatum  (Hayne  ex  Loudon)  Schwer.
- Acer pseudoplatanus f. annae  Schwer.
- Acer pseudoplatanus f. argutum  Schwer.
- Acer pseudoplatanus f. atropurpureum  Schwer.
- Acer pseudoplatanus f. aucubifolium  Schwer.
- Acer pseudoplatanus f. aureovariegatum  Schwer.
- Acer pseudoplatanus f. bicolor  Schwer.
- Acer pseudoplatanus f. brevialatum  Schwer.
- Acer pseudoplatanus f. complicatum  (H.Mort.)  Schwer.
- Acer pseudoplatanus f. concavum  Schwer.
- Acer pseudoplatanus f. costorphinense  Schwer.
- Acer pseudoplatanus f. cruciatum  Schwer.
- Acer pseudoplatanus f. cupreum  Schwer.
- Acer pseudoplatanus f. discolor  Schwer.
- Acer pseudoplatanus f. dittrichii  (Ortm.)  Schwer.
- Acer pseudoplatanus f. erythrocarpum  (Carrière)  Schwer.
- Acer pseudoplatanus f. euchlorum  Späth  ex  Schwer.
- Acer pseudoplatanus f. flavescens  Schwer.
- Acer pseudoplatanus f. grandicorne  Borbás
- Acer pseudoplatanus f. handjeryi  (Späth  ex  Rehder)  Geerinck
- Acer pseudoplatanus f. handjeryi  Schwer.
- Acer pseudoplatanus f. insigne  Schwer.
- Acer pseudoplatanus f. laetum  Schwer.
- Acer pseudoplatanus f. latialatum  (Pax) Pax
- Acer pseudoplatanus f. leopoldii  Schwer.
- Acer pseudoplatanus f. luteovirescens  Schwer.
- Acer pseudoplatanus f. lutescens  Pax
- Acer pseudoplatanus f. metallicum  Schwer.
- Acer pseudoplatanus f. neglectum  Schwer.
- Acer pseudoplatanus f. nervosum  Schwer.
- Acer pseudoplatanus f. nizetii  Schwer.
- Acer pseudoplatanus f. opizii  (Ortmann  ex  Opiz.)  Schwer.
- Acer pseudoplatanus f. palmatifidum  Schwer.
- Acer pseudoplatanus f. pseudonizetii  Schwer.
- Acer pseudoplatanus f. purpurascens  Pax
- Acer pseudoplatanus f. purpureum  (Loudon)  Rehder
- Acer pseudoplatanus f. quadricolor  Schwer.
- Acer pseudoplatanus f. rubromaculatum  Pax
- Acer pseudoplatanus f. sanguineum  Schwer.
- Acer pseudoplatanus f. serotinum  Schwer.
- Acer pseudoplatanus f. serratum  Schwer.
- Acer pseudoplatanus f. siculum  (Guss.)  Borbás
- Acer pseudoplatanus f. spaethii  Schwer.
- Acer pseudoplatanus f. subparallelum  Borbás
- Acer pseudoplatanus f. tricolor  Schwer.
- Acer pseudoplatanus f. trilobatum  Schwer.
- Acer pseudoplatanus f. variegatum  (Weston)  Rehder
- Acer pseudoplatanus f. vitifolium  (Tausch)  Schwer.
- Acer pseudoplatanus f. worleei  Rosenthal  ex  Schwer.
- Acer pseudoplatanus subsp. villosum  (J.Presl  &  C.Presl)  Parl.
- Acer pseudoplatanus var. acuminatum  Tausch
- Acer pseudoplatanus var. albovariegatum  Hayne  ex  Loudon
- Acer pseudoplatanus var. anomalum  Schwer.
- Acer pseudoplatanus var. coloratum  Pax
- Acer pseudoplatanus var. complicatum  H.Mort.
- Acer pseudoplatanus var. crispum  Schwer.
- Acer pseudoplatanus var. erythrocarpum  Carrière
- Acer pseudoplatanus var. fieberi  Pax
- Acer pseudoplatanus var. flava-variegatum  Loudon
- Acer pseudoplatanus var. laciniatum  Loudon
- Acer pseudoplatanus var. latialatum  Pax
- Acer pseudoplatanus var. longifolium  Loudon
- Acer pseudoplatanus var. macrocarpum  Spach
- Acer pseudoplatanus var. medium  Spach
- Acer pseudoplatanus var. microcarpum  Spach
- Acer pseudoplatanus var. nebrodense  Tineo  ex Pax
- Acer pseudoplatanus var. purpureum  Loudon
- Acer pseudoplatanus var. quinquelobum  Schwer.
- Acer pseudoplatanus var. siculum  Guss.
- Acer pseudoplatanus var. subintegrilobum  Pax
- Acer pseudoplatanus var. subobtusum  DC.
- Acer pseudoplatanus var. subtrilobum  Schwer.
- Acer pseudoplatanus var. subtruncatum  Pax
- Acer pseudoplatanus var. ternatum  Schwer.
- Acer pseudoplatanus var. tomentosum  Tausch
- Acer pseudoplatanus var. triangulare  Schwer.
- Acer pseudoplatanus var. vitifolium  Tausch
- Acer purpureum  Dippel
- Acer quinquelobum  Gilib.
- Acer rafinesquianum  Dippel
- Acer villosum  C.Presl
- Acer wondracekii  Opiz
- Acer worleei  Dippel

### Стадии раскрытия листьев из почки

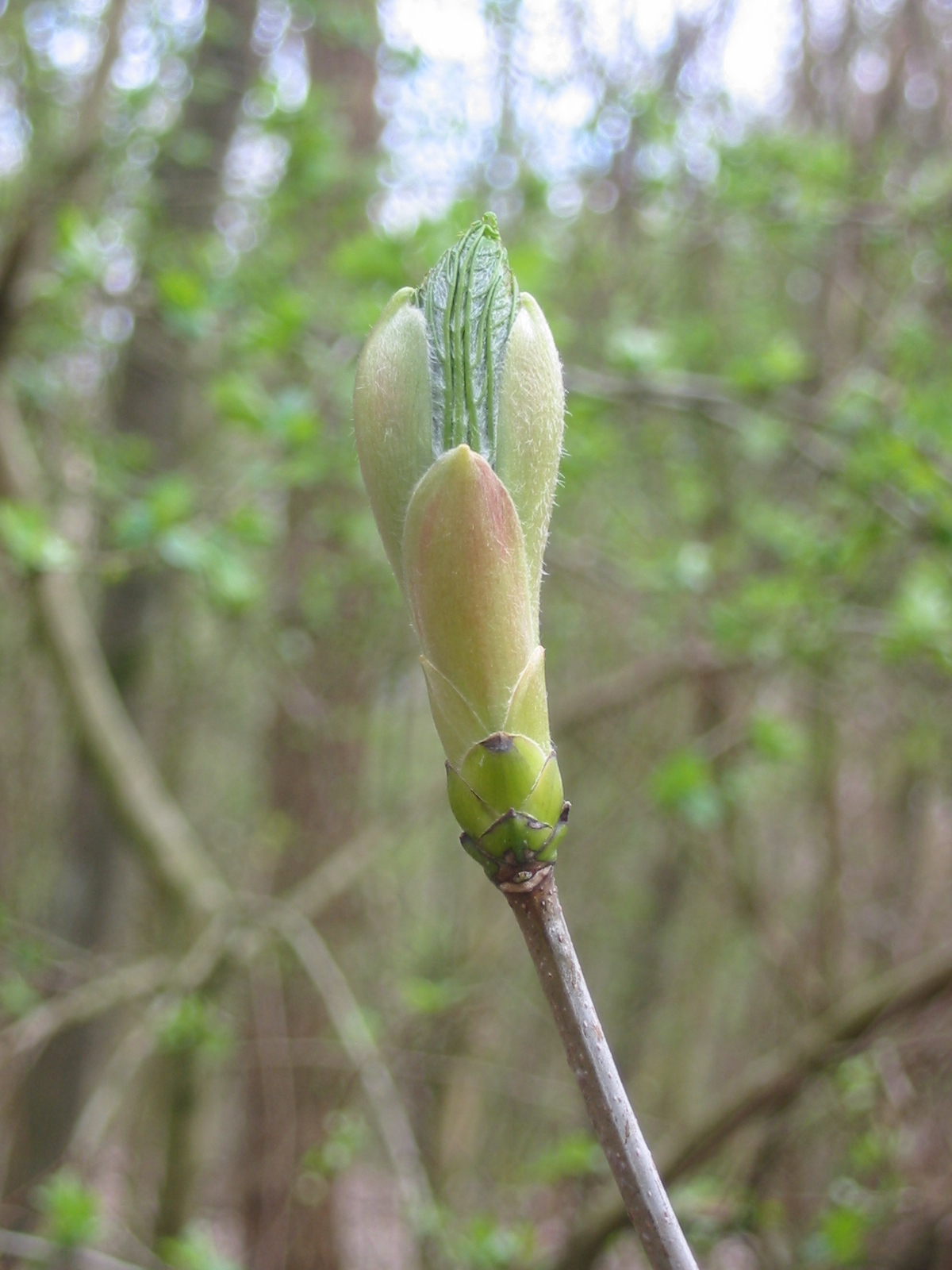
1
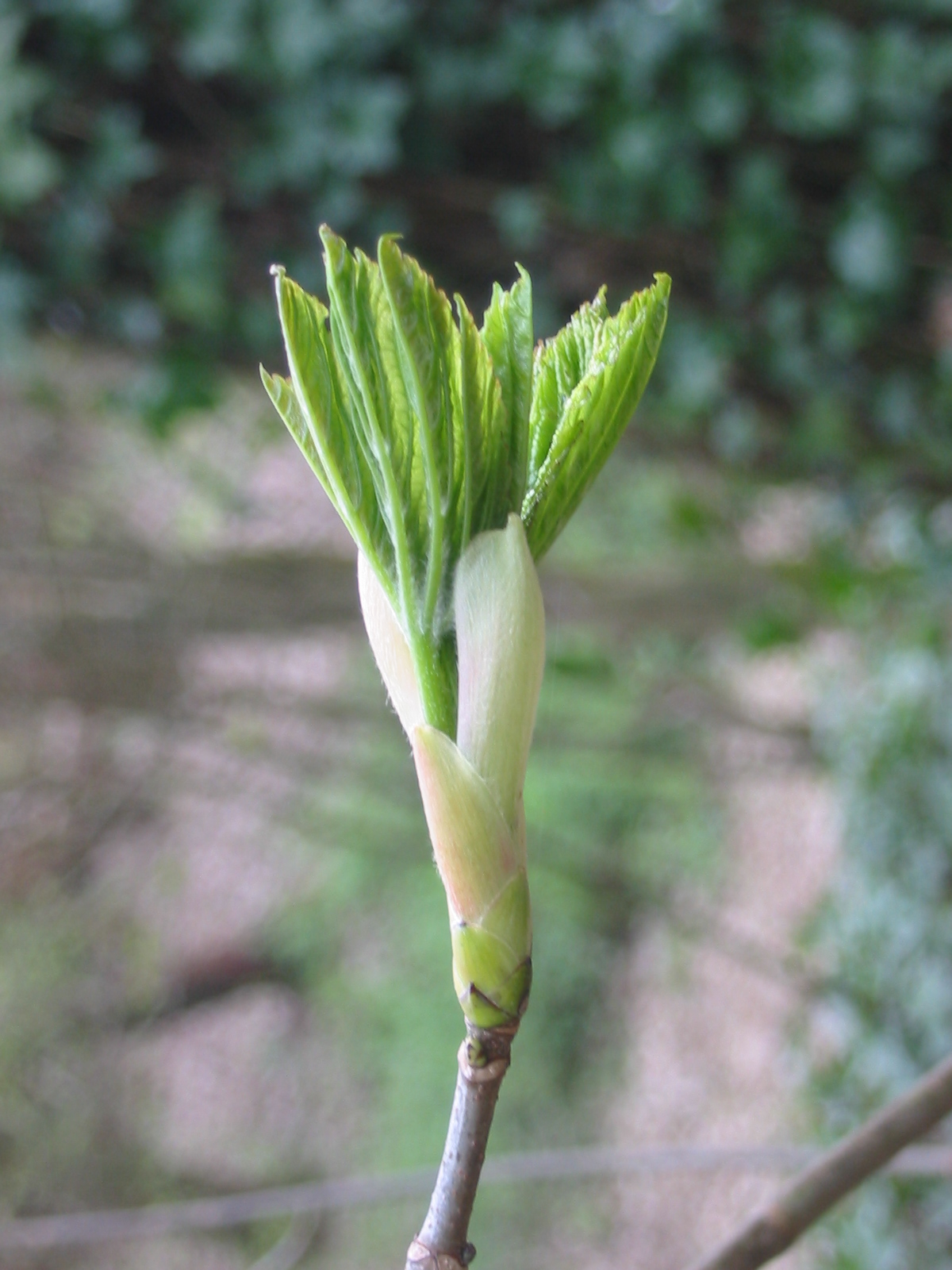
2
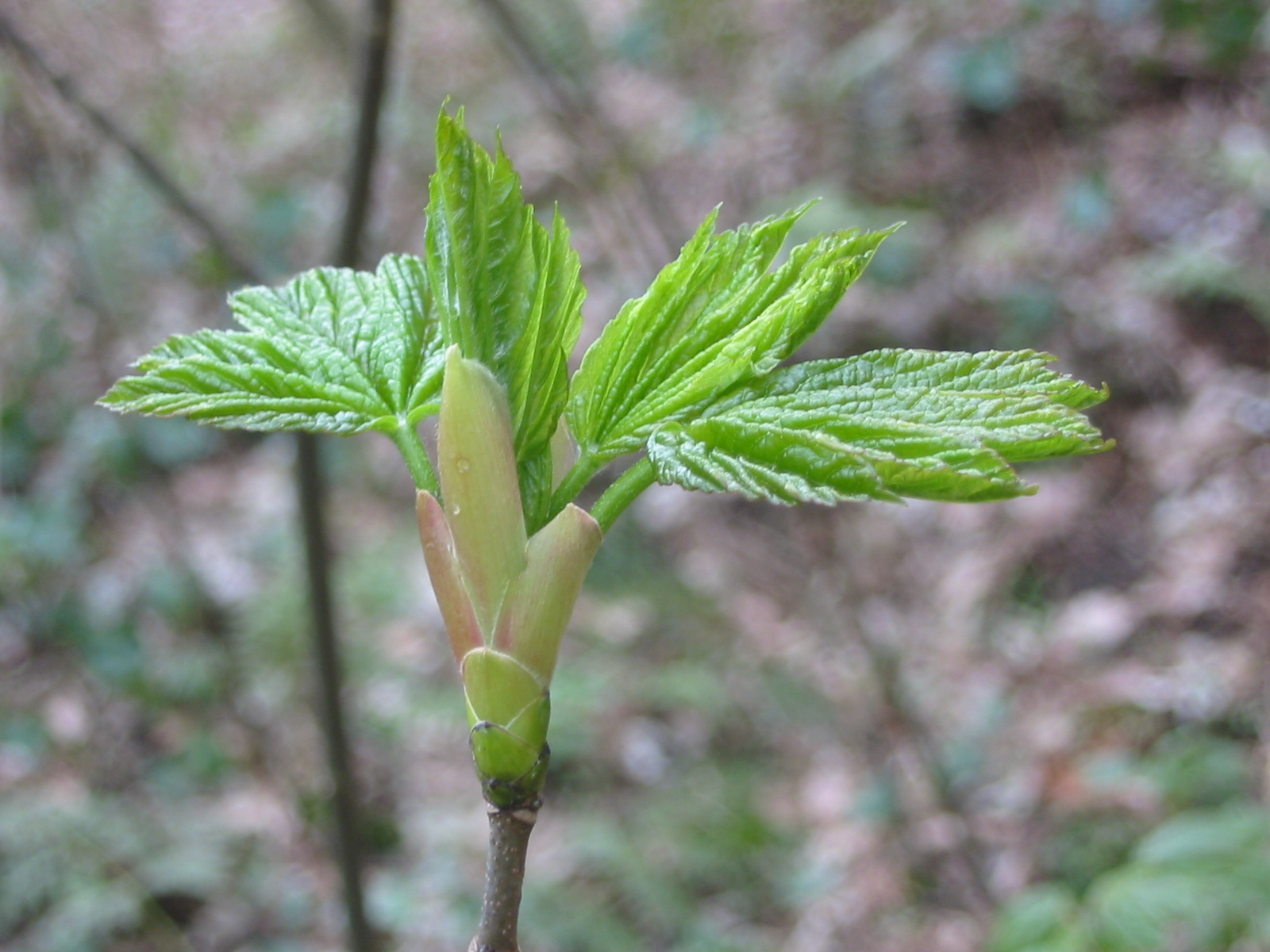
3
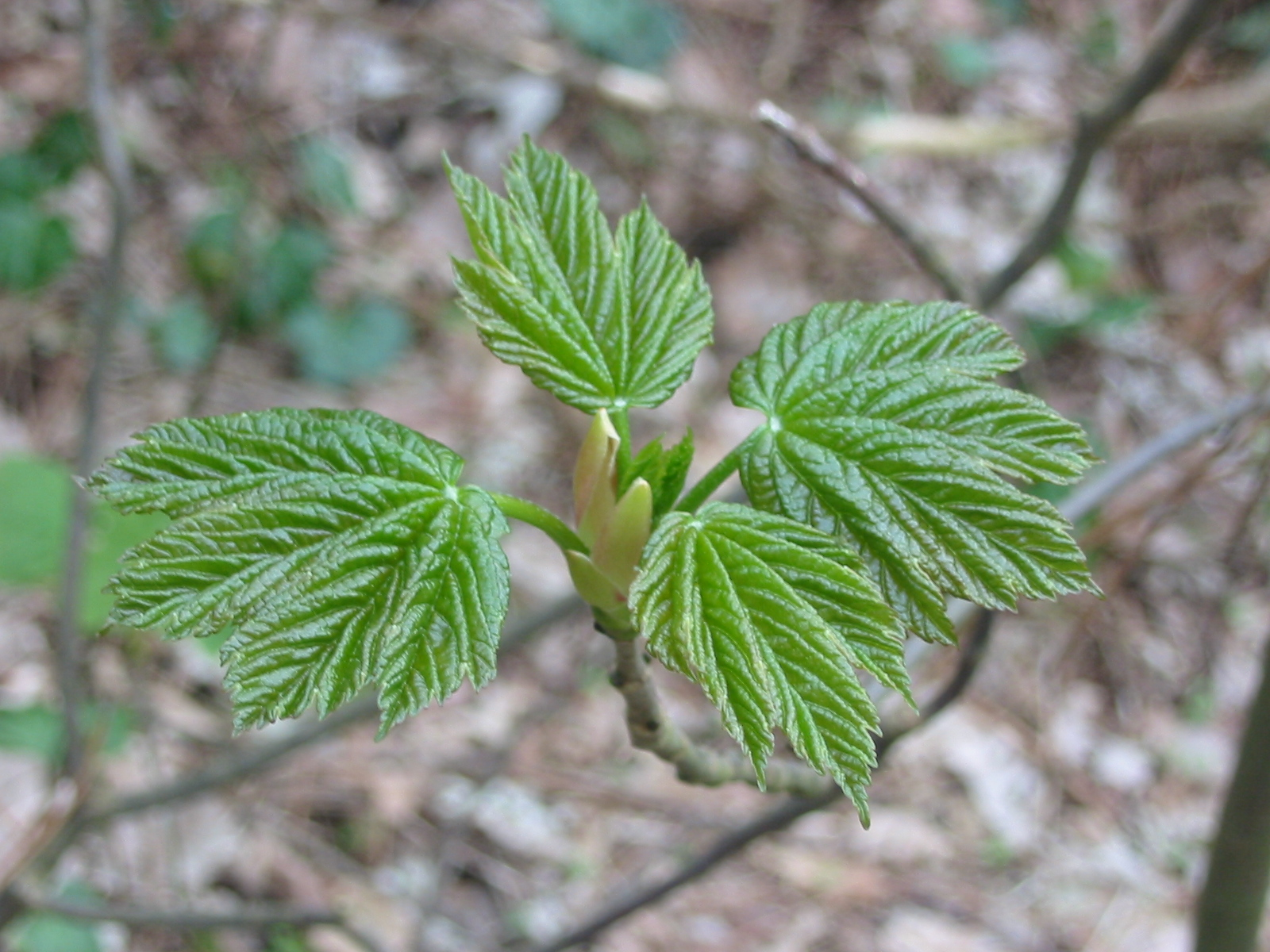
4